# Kleszcze (rejon janowski)
Kleszcze (biał. Кляшчы, Klaszczy; ros. Клещи, Kleszczi) – wieś na Białorusi, w obwodzie brzeskim, w rejonie janowskim, w sielsowiecie Soczewki, nad Niesłuchą.

## Historia
W XIX i w początkach XX w. położone były w Rosji, w guberni grodzieńskiej, w powiecie kobryńskim, w gminie Drużyłowicze.
W dwudziestoleciu międzywojennym leżały w Polsce, w województwie poleskim, w powiecie drohickim, w gminie Janów. W 1921 wieś liczyła 461 mieszkańców, zamieszkałych w 113 budynkach, w tym 407 tutejszych, 36 Polaków, 16 Żydów, 1 Rusina i 1 osobę innej narodowości. 399 mieszkańców było wyznania prawosławnego, 41 rzymskokatolickiego i 21 mojżeszowego.
Po II wojnie światowej w granicach Związku Sowieckiego. Od 1991 w niepodległej Białorusi.